# Elm Hill

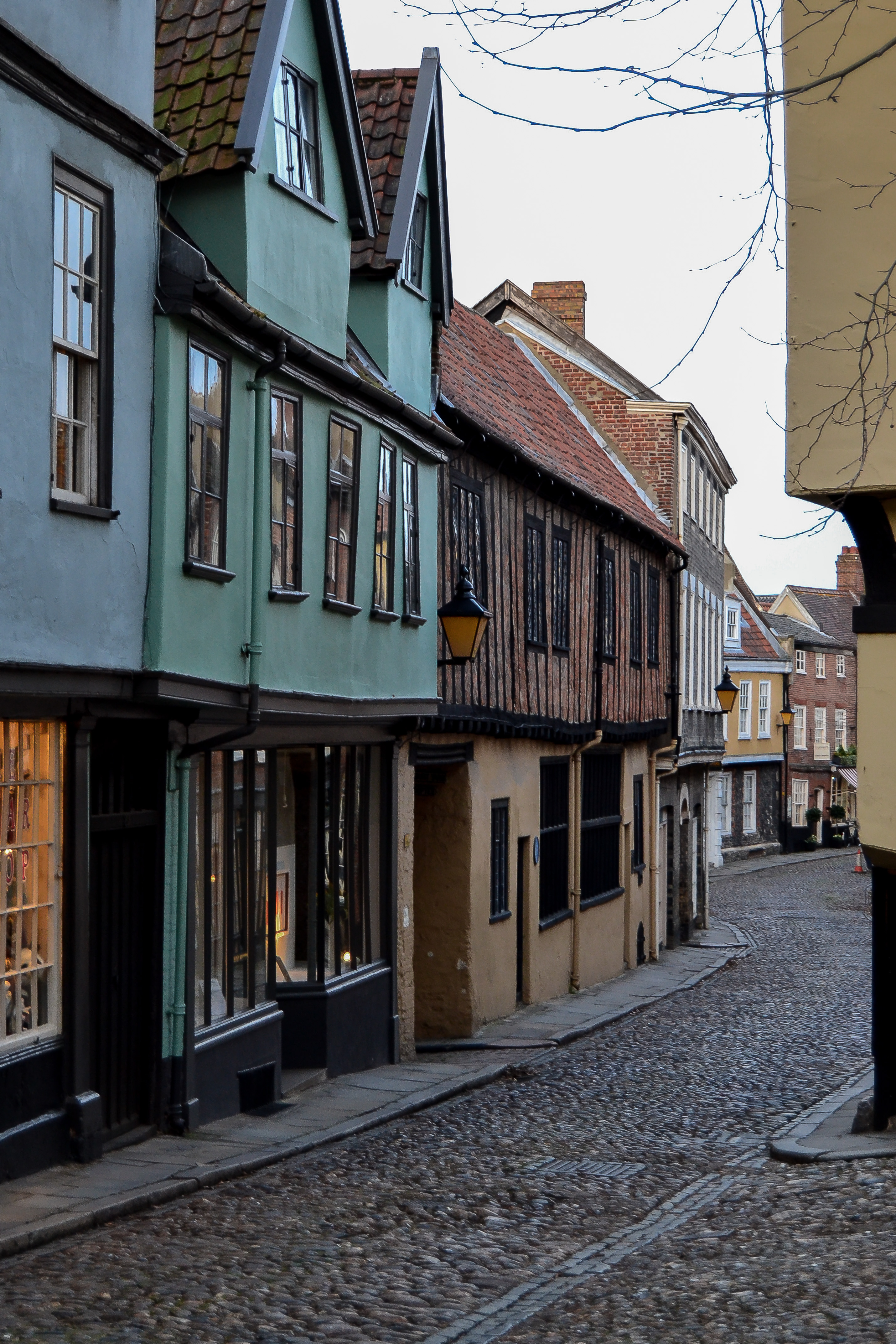

Elm Hill is een historische straat in de Engelse stad Norwich. De smalle gekasseide straat loopt steil omhoog naar de kathedraal van Norwich. De meeste gebouwen dateren van na de stadsbrand in 1507, behalve The Britons Arms in vroege Tudorstijl.  